# Barcelonès
Barcelonès (spanyolul Barcelonés) járás (comarca) Katalóniában, Barcelona tartományban. Barcelonès Baix Llobregat, Vallès Occidental, Vallès Oriental és Maresme comarcákkal határos.

## Települések
A települések és lakosságuk:
- Badalona - 227 083 (2024)
- Barcelona - 1 702 547 (2024)
- L’Hospitalet de Llobregat - 279 993 (2024)
- Sant Adrià de Besòs - 38 490 (2024)
- Santa Coloma de Gramenet - 121 203 (2024)

## Népesség
A népesség az elmúlt években az alábbi módon változott:
| Lakosok száma | 2 117 496 | 2 096 571 | 2 192 450 | 2 215 581 | 2 235 578 | 2 251 029 | 2 240 437 | 2 225 144 | 2 254 642 | 2 369 316 |
|               | 1998      | 2000      | 2003      | 2005      | 2008      | 2010      | 2013      | 2015      | 2018      | 2024      |

## Külső hivatkozások
- Hivatalos weboldal (katalánul)
- IDESCAT: Barcelonès (katalánul)